# Massimo Castagna
Massimo Castagna (Catania, 12 ottobre 1961) è un ex pallavolista italiano, giocatore della nazionale.
Ha giocato in diverse squadre tra cui Chieti e Spoleto. Viene soprattutto ricordato come una delle colonne della leggendaria Paoletti Catania, con la quale arrivò anche alle Olimpiadi del 1988. Stimato giocatore e grande professionista è tuttora uno tra gli sportivi meglio ricordati nel panorama catanese.

## Palmarès

### Club
- Campionato italiano: 2

1977-78, 1990-91